# Jiří Srb
Jiří Srb (1. listopadu 1919, Praha – 1. června 1980), Praha byl český výtvarník, karikaturista, propagační grafik, ochotník a režisér.

## Život
V raném dětství projevoval velké nadání v kreslení a malování. Ve čtrnácti letech zhotovil svůj první seriál – PODZIM – inspirovaný postupy kresleného filmu. Odborné základy získal na pražské  škole Viléma Rottera  propagační grafiky.
V letech 1938 až 1945 byl zaměstnán v Přibylově propagačním ateliéru jako vedoucí kreslič-návrhář. Po válce pracoval na volné noze a v roce 1948 se stal členem Svazu výtvarníků.
V následujících letech 1955–1972 spolupracoval s Malou scénou na Žižkově, kde vyrostlo několik profesionálních herců. Zde nejen hrál a režíroval, ale také maloval plakáty a navrhoval scény.
Jeho hlavní prací byla propagace a užitá grafika. Vtipy kreslí zpočátku do Kvítka (příloha Svobodného slova ) – seriály Pinda a Minda, Dědeček Basta a malá Vlasta, Dobromil. Kresby se začínají objevovat na stránkách humoristického časopisu Dikobraz a poté ve většině novin a časopisů. Později se stává stálým kmenovým autorem.
V oblasti propagační grafiky dále spolupracoval s podniky zahraničního obchodu (prospekty, letáky, plakáty, brožury atd.), ilustroval povídky a vystavoval. Jeho obrázky viděli diváci na výstavách nejen u nás, ale i ve Francii, Polsku, Kubě a v roce 1979 obdržel čestné uznání ze světové soutěže karikaturistů v Japonsku.